# Сограс (Флорида)
Сограс (енгл. Sawgrass) насељено је место без административног статуса у америчкој савезној држави Флорида.

## Демографија
По попису из 2010. године број становника је 4.880, што је 62 (-1,3%) становника мање него 2000. године.
| Група             | 2000.         | 2010.         |
| Белци             | 4.756 (96,2%) | 4.598 (94,2%) |
| Афроамериканци    | 24 (0,5%)     | 26 (0,5%)     |
| Азијати           | 47 (1,0%)     | 70 (1,4%)     |
| Хиспаноамериканци | 93 (1,9%)     | 125 (2,6%)    |
| Укупно            | 4.942         | 4.880         |